# Cotabato (prowincja)

Prowincja Cotabato na mapie Filipin

Cotabato – prowincja na Filipinach, położona w środkowej części wyspy Mindanao.
Od południa graniczy z prowincją Sultan Kudarat, od zachodu z prowincjami Maguindanao i Shariff Kabunsuan, od północy z prowincjami Lanao del Sur i Bukidnan, od wschodu z prowincją Davao del Sur. Powierzchnia: 9008,90 km². Liczba ludności: 1 121 974 mieszkańców (2007). Gęstość zaludnienia wynosi 124,5 mieszk./km². Stolicą prowincji jest Kidapawan. Znajduje się tu najwyższy szczyt Filipin wulkan Apo o wysokości 2954 m n.p.m.